# Jean Caulery
Jean Caulery (auch Jean Cauleray, * um  1510; † um 1560, wirksam 1556) war ein französischer Komponist der Renaissance.

## Leben und Werk
Jean Caulery war 1556 Kapellmeister von Königin Katharina von Frankreich, als diese in Brüssel residierte. Dies ist Caulerys einzige bekannte Stellung.
Jean Caulery scheint einer nordfranzösischen Schule angehört zu haben. Sein Cousin war Michel de Francqueville, der Abt von Saint-Aubert in Cambrai. Ihm setzte er 1556 seine religiösen und moralischen Ansichten über die Musik auseinander. Zudem baten Jean Caulery und sein Verleger Adrien du Hecquet, einen Mönch in Arras, um ein Gedicht, das Caulerys geistliche Chansons in gutem Licht herausstellen sollte. Bezeichnend ist auch, dass die Werke Jean Caulerys in Löwen und Antwerpen bei dem berühmten Drucker und Komponisten Hubert Waelrant erschienen.
Zwischen 1552 und 1556 veröffentlichte Jean Caulery sechs weltliche und elf geistliche Chansons unter anderem nach Texten von Clément Marot (Psalmen, 6 Stücke), Eustorg de Beaulieu (4 Stücke) und Théodore de Bèze (3 Stücke) mit teilweise erheblichen textlichen Veränderungen in einem für Nordfrankreich typischen polyphonen Stil für vier Stimmen. Er behandelt diese Werke nicht syllabisch, sondern in einem klaren imitatorischen Stil.